# エンリケ・リステル
エンリケ・リステル（Enrique Líster、1907年4月21日 - 1994年12月8日）は、スペインの軍人・共産主義者。
ガリシア地方のア・コルーニャ県テオ出身。青年時代を石工としてキューバで過ごした。1925年に帰国すると、スペイン共産党に入党し、1932年から1935年までソビエト連邦のフルンゼ軍事アカデミーにおいて軍事教育を受け、1936年、スペインに人民戦線政府が成立すると、陸軍に配属された。
同年、スペイン内戦が始まると、マドリードの防衛戦やハラマ川の戦いを指揮し、1937年のグアダラハラの戦いではイタリア軍に大打撃を与え、英雄となった。その後、ブルネテの戦いやエブロ川の戦いを指揮したが、共和国軍は劣勢に立たされ、1939年、共和国側が降伏すると、リステルはソ連に亡命し、第二次世界大戦中はソ連軍の将校として戦った。
1959年、キューバ革命が成功すると、スペイン語が話せるリステルはキューバ側と連絡を取るため、メキシコに派遣された。その後、リステルはキューバ軍の唯一の外国人の将軍となった。
1968年、ソ連がチェコスロバキアに侵攻すると、1973年にリステルはそれまで在籍していたスペイン共産党を離党し、スペイン共産労働党に入党した。
1977年、彼はスペインに帰国し、1994年12月8日、マドリードで死去した。